# Bremiella pulchella
Bremiella pulchella là một loài tò vò trong họ Ichneumonidae.